# Bagenkop
Bagenkop er en havneby på det sydlige Langeland med 440 indbyggere  (2024), beliggende 52 km syd for Lohals, 27 km sydvest for Spodsbjerg og 25 km syd for kommunesædet Rudkøbing. Bagenkop hører til Langeland Kommune og ligger i Region Syddanmark.
Foreningen "Landsbyerne i Danmark" kårede i 2011 Bagenkop som "Årets Landsby".

## Kirke
Bagenkop var indtil 1. oktober 2010 et kirkedistrikt i Magleby Sogn, men er nu udskilt som Bagenkop Sogn. Bagenkop Kirke, opført i 1920, ligger i den nordøstlige del af byen.

## Seværdigheder
Ved Søndenbro 3 km øst for Bagenkop ligger koldkrigsmuseet Langelandsfortet.
Området omkring Bagenkop er et af de få steder i Danmark, hvor der er vilde heste.

## Faciliteter
Børnene i Bagenkop har siden 1960'erne gået i skole i Magleby. Da kommunen ville lukke den i 2006, undersøgte en gruppe borgere muligheden for at danne en friskole. Gruppen gik sammen med Magleby Efterskole, og i 2008 kunne 55 børn starte i Magleby Fri- & Efterskole.
Bagenkop Hallen blev opført i 1975 som en halv hal og i 1988 udvidet til en hel hal. Den ejes af Bagenkop Bylaug og fungerer mere som kultur- og fritidshus end som sportshal.
Efter at være lukket i 15 år blev Bagenkop Kro i 2007 overtaget af et nyt værtspar, som i 2009 renoverede den meget forfaldne kro.

## Historie
Videnskabernes Selskab kaldte byen Barnkop. I slutningen af 1800-tallet hed den Bagnkop og var et fiskerleje med 65 fartøjer. Havnen var anlagt i 1858, udvidet i 1899 og havde havnefyr. Der var udskibningssted, købmandsforretning, kornmagasin, mølle, strandkontrollørbolig, telegraf- og telefonstation.

### Jernbanen
Bagenkop var endestation på Langelandsbanen (1911-62). Den monumentale stationsbygning, tegnet af arkitekt Helge Bojsen-Møller, er bevaret på Stationsvej 6 og rummer Magleby-Bagenkop Lokalhistoriske Arkiv. Der er bevaret små stykker af banens tracé øst for stationen og af havnesporets tracé vest for stationen.

### Færgen
Bagenkop havde fra 1965 færgerute til Kiel i Tyskland. Selvom den også transporterede tyske turister til Langeland og Fyn, led den samme skæbne som andre spritruter, da det toldfri salg ved sejlads mellem EU-lande bortfaldt. Færgen Langeland III, der havde sejlet på ruten siden 1989, blev solgt til Kroatien og sejlede sin sidste tur 30. december 1998. Rederiet genoptog driften med en chartret færge 1. marts 1999, da der var udsigt til forlængelse af det toldfri salg. Det glippede, og driften stoppede efter 4 måneder. Rederiet Difko forsøgte sig på ruten i 2000, men sluttede 1. november efter knap et halvt år, der havde givet et underskud på 5 mill. kr.

### Eksplosioner over byen
Det gik voldsomt for sig, da granater pludselig eksploderede over byen d. 15. november 1980. Ved en fejl begyndte den vesttyske flåde at beskyde byen.

### Sydlangelands Maritime Efterskole
Sydlangelands Maritime Efterskole, der i mange år var byens største arbejdsplads, lukkede i 2014 efter at have forsøgt med et navneskift til Actionskolen. Et senere forsøg på at genoplive skolen er strandet.